# Mouzon, Ardennes
Mouzon je naselje in občina v severnem francoskem departmaju Ardeni regije Šampanja-Ardeni. Leta 1999 je naselje imelo 2.616 prebivalcev.

## Geografija
Kraj se nahaja v pokrajini Šampanji ob reki Meuse 15 km jugovzhodno od Sedana v bližini meje z regijo Loreno.

## Uprava
Mouzon je sedež istoimenskega kantona, v katerega so poleg njegove vključene še občine Amblimont, Autrecourt-et-Pourron, Beaumont-en-Argonne, Brévilly, Douzy, Euilly-et-Lombut, Létanne, Mairy, Tétaigne, Vaux-lès-Mouzon, Villers-devant-Mouzon in Yoncq s 6.157 prebivalci.
Kanton je sestavni del okrožja Sedan.

## Zgodovina
Naselje je bilo že v antiki znano kot rečno pristanišče.

## Zanimivosti
- benediktinski samostan iz 13. stoletja, danes upokojenski dom
- gotska opatijska cerkev Notre-Dame z orglami iz leta 1625,
- fortifikacija, Burgundska vrata, iz 15. do 17. stoletja.
- muzej klobučevine,
- galo-rimski Flavier.

## Pobratena mesta
- Groß-Rohrheim (Hessen, Nemčija);